# Prospect Reservoir
Prospect Reservoir är en reservoar i Australien. Den ligger i delstaten New South Wales, i den sydöstra delen av landet, omkring 30 kilometer väster om delstatshuvudstaden Sydney. Prospect Reservoir ligger 57 meter över havet. Arean är 5,3 kvadratkilometer. Den sträcker sig 2,7 kilometer i nord-sydlig riktning, och 3,4 kilometer i öst-västlig riktning.
Runt Prospect Reservoir är det i huvudsak tätbebyggt. Runt Prospect Reservoir är det mycket tätbefolkat, med 2 028 invånare per kvadratkilometer. Genomsnittlig årsnederbörd är 1 267 millimeter. Den regnigaste månaden är februari, med i genomsnitt 216 mm nederbörd, och den torraste är juli, med 25 mm nederbörd.